# Testudinella elliptica
Testudinella elliptica is een soort in de taxonomische indeling van de raderdieren (Rotifera). 
Het dier behoort tot het geslacht Testudinella en behoort tot de familie Testudinellidae. De wetenschappelijke naam van de soort werd voor het eerst geldig gepubliceerd in 1834 door Ehrenberg.